# 高松市立十河小学校
高松市立十河小学校（たかまつしりつ そごうしょうがっこう）は、香川県高松市十川西町にある市立小学校。

## 概要
高松市の南東部、十河地区に位置する小学校である。

## 学校データ
- 児童数：678人（2012年度[1]）
- 児童愛称：十河っ子

学校施設（2011年5月1日時点）
- 普通教室：25教室
- 特別教室：5教室
- 校舎面積：4945m2
- 体育館面積：863m2

服装規定
- 制服：あり（通年必用）
- 防寒着：不明

## 歴史

### 年表
- 1887年（明治20年）3月 - 梅園尋常小学校、東十川簡易小学校、小村簡易小学校を統合し、十川小学校として設立。
- 1892年（明治25年）9月 - 十河尋常小学校と改称。
- 1908年（明治41年）4月1日 - 高等科を設置。十河村立十河尋常高等小学校と改称。
- 1941年（昭和16年）4月1日 - 十河村立十河国民学校と改称。
- 1947年（昭和22年）4月1日 - 十河村立十河小学校と改称。
- 1955年（昭和30年）4月1日 - 山田町立十河小学校と改称。
- 1963年（昭和38年）8月 - プール竣工。
- 1966年（昭和41年）7月1日 - 高松市立十河小学校と改称。
- 2004年（平成16年）4月1日 - 高松市立小中学校全校で3学期制を廃して2学期制を導入。
- 2013年（平成25年）4月1日 - 高松市立小中学校全校で3学期制に移行。

### 全校児童数の推移
十河小学校の児童数は年々増加している。
- 1999年度：434人
- 2000年度：431人（-3人）
- 2001年度：454人（+23人）
- 2002年度：462人（+8人）
- 2003年度：484人（+22人）
- 2004年度：512人（+28人）
- 2005年度：560人（+48人）
- 2006年度：576人（+16人）
- 2007年度：578人（+2人）
- 2008年度：610人（+32人）
- 2009年度：662人（+52人）
- 2010年度：668人（+6人）
- 2011年度：669人（+1人）
- 2012年度：678人（+9人）

## 教育目標
豊かな心を持ち、自ら学び、正しく行動する児童の育成
児童像
- 学びをつくる子
- 認め高め合う子
- 心も体も健康をめざす子

## 通学区域
通学区域は高松市十河地区の全域。
- 高松市
  - 十川東町
  - 十川西町
  - 亀田南町
  - 小村町

## 進学先中学校
- 高松市立山田中学校

## 校区内の主な施設
- 香川県道10号高松長尾大内線（さぬき東街道）
- 東洋テックス高松配送センター
- フジグラン十川

## 交通
- ことでんバスサンメッセ・川島・西植田線 十河小学校前バス停より徒歩2分（0.2km）